# 日比野哲也
日比野哲也（1974年4月10日—），日本愛知縣人，現為職業飄移賽車車手。
他於24歲那年開始接觸飄移賽車，一次在下雨天親自開車接載友人期間，因座駕打滑而導致友人受傷，而非常不滿自己的駕駛技術，遂親自找師傅學習，在三年間練成飄移技術。
他於2002年開始參加D1飄移賽車，最初以一輛豐田AE86參戰，但首兩年均未取得任何分數，至2004年D1賽事中開始有進步，總排名升至第9名，當中在第3分站賽事中獲得亞軍。2014與2015年連續兩年參與俄羅斯漂移賽，多次獲得冠軍，成為俄羅斯賽車界漂移王。
日比野現時已婚並育有一名女兒。

## 成績
2014年
日本D1GP總成績4位、Russian Drift「RDS」俄羅斯系列賽總成績 4位、MSC CHALLENGE Round.3 Super Class 3位、Round.4 Super Class 2位、Round.9 Super Class 5位
2015年
Russian Drift「RDS」俄羅斯系列賽總成績冠軍、日本D1 PRIMRING GP（ロシアD1）優勝、日本D1 GRANDPRIX第6戦 準優勝、日本D1 GRANDPRIX　WORLD CHANPIONS 準優勝

## 外部連結
- 特稿：日比野哲也抵港無緣表演 (香港蘋果日報)
- 日比野哲也 官方网站「hibinotetsuya.com」 （页面存档备份，存于）
- TEAM ZESTINO RACING